# Comté d'Abitibi
Pour les articles homonymes, voir Abitibi (homonymie).
Le comté d'Abitibi était un comté municipal du Québec ayant existé entre 1916 et  1983. Le territoire qu'il couvrait fait aujourd'hui partie de la région de l'Abitibi-Témiscamingue et est réparti entre les MRC d'Abitibi, Abitibi-Ouest, la Vallée-de-l'Or et une partie de l'agglomération de La Tuque.

## Histoire
C'est le 22 décembre 1916 qu'a été créé le conseil de comté Témiscamingue no. 2, qui prend le 29 décembre 1922 le nom de Conseil de comté d'Abitibi,. À l'origine, seules les municipalités d'Amos et du canton de La Sarre existaient, le reste du comté était un territoire non organisé. Le premier préfet du comté a été Hector Authier, surnommé le père de l'Abitibi. Le district électoral provincial d'Abitibi a été créé en 1922, puis a été divisé en Abitibi-Est et Abitibi-Ouest en 1944. 
Avec la promulgation de la Loi sur l’aménagement et l’urbanisme en 1979 (LRQ, chapitre A-19.1), les municipalités régionales de comté ont commencé à remplacer les conseils de comté, et celui d'Abitibi a définitivement cessé d'exister le 1er janvier 1983, quand la dernière portion de territoire qui lui restait est devenue la MRC d'Abitibi. Avant la création des MRC, le comté regroupait 41 municipalités et plusieurs territoires non organisés.